# Абаде-де-Вермоин
Абаде-де-Вермоин (порт. Abade de Vermoim) — населённый пункт и район в Португалии, входит в округ Брага. Является составной частью муниципалитета Вила-Нова-де-Фамаликан. Находится в составе крупной городской агломерации Большое Минью. По старому административному делению входил в провинцию Минью. Входит в экономико-статистический субрегион Аве, который входит в Северный регион. Население составляет 351 человек на 2001 год. Занимает площадь 0,33 км².